# Tabanus swiridowi
Tabanus swiridowi är en tvåvingeart som beskrevs av Josef Aloizievitsch Portschinsky 1882. Tabanus swiridowi ingår i släktet Tabanus och familjen bromsar. Inga underarter finns listade i Catalogue of Life.